# 梵蒂岡第一屆大公會議
梵蒂岡第一屆大公會議（拉丁語：Concilium Vaticanum Primum）於1868年6月29日由教宗庇護九世召集:12，是天主教會第20次大公會議，约七百位教會領袖出席。會議於1869年12月8日在聖伯多祿大殿开始舉行:1-2。
会议共颁布了两条教条憲令：有关信仰、理性及其关系的《Dei Filius》，和关于教宗無誤論的《Pastor aeternus》。后者虽明确将教宗无误论写入天主教教义，但也阐明其限于教宗代表教会，公告关于信仰和道德的训令时的场合。
1870年9月，由于罗马被并入意大利王国，庇護九世退缩至梵蒂冈内作为抗议，會議于1870年10月20日宣告中断:206。
此次会议的决议在德国、奥地利等地引起了反对，例如小部分信众组织起的舊天主教會，以及俾斯麦对教宗巩固权力的行为发起的文化鬥爭。